# Gunnar Skoog
Josef Rikard Gunnar Skoog, född 14 september 1919 i Göteborg, död 31 maj 2016 i Göteborg, var en svensk psykiater.
Skoog blev filosofie kandidat vid Göteborgs högskola 1942, medicine licentiat vid Uppsala universitet 1950, medicine doktor vid Göteborgs universitet 1960, docent i psykiatri 1959, var överläkare vid psykiatriska kliniken på Sahlgrenska sjukhuset 1961–65, överläkare vid klinik I på Lillhagens sjukhus 1965–84 och lärare i medicinsk psykologi vid Göteborgs universitet 1956–88. 
Skoog författade The Anancastic Syndrome and its Relation to Personality Attitudes (1959), Onset of Anancastic Conditions (1965), Medicinsk psykologi (1969), Att uppleva sjukdom (1988) samt artiklar i medicinska och kulturella ämnen.